# Perdita annectens
Perdita annectens är en biart som beskrevs av Timberlake 1968. Perdita annectens ingår i släktet Perdita och familjen grävbin. Inga underarter finns listade i Catalogue of Life.